# Liste der Gedichte H. P. Lovecrafts
Diese Liste enthält die bekannten Gedichte des amerikanischen Schriftstellers H. P. Lovecraft.

## Zeitlich eingeordnete Gedichte
Die folgende Tabelle zeigt die datierbaren Gedichte Lovecrafts. Kursiv dargestellte Daten beziehen sich auf den Zeitpunkt des Erstdrucks.
| Titel | Datum                            |
| --- | -------------------------------- |
| The Poem of Ulysses, or The Odyssey | 8. Nov. 1897                     |
| Ovid’s Metamorphoses | 1898–1902                        |
| H. Lovecraft’s Attempted Journey betwixt Providence & Fall River on the N.Y.N.H. & H.R.R.                                                                 | 1901                             |
| Poemata Minora, Volume II | 1902                             |
| C.S.A. 1861–1865: To the Starry Cross of the SOUTH | 1902                             |
| De Triumpho Naturae | Juli 1905                        |
| The Members of the Men’s Club of the First Universalist Church of Providence, R.I., to Its President, About to Leave for Florida on Account of His Health | ca. 1908–12                      |
| [To His Mother on Thanksgiving] | 30. Nov. 1911                    |
| To Mr. Terhune, on His Historical Fiction | ca. 1911–13                      |
| Providence in 2000. A.D. | 4. März 1912                     |
| New-England Fallen | Apr. 1912                        |
| On the Creation of Niggers | 1912                             |
| Fragment on Whitman | ca. 1912                         |
| [On Robert Browning] | ca. 1912                         |
| On a New-England Village Seen by Moonlight | 7. Sep. 1913                     |
| Quinsnicket Park | 1913                             |
| To Mr. Munroe, on His Instructive and Entertaining Account of Switzerland                                                                                 | 1. Jan. 1914                     |
| Ad Criticos | Jan. 1914–Mai?                   |
| Frustra Praemunitus | Juni 1914?                       |
| De Scriptore Mulieroso | Juni 1914?                       |
| To General Villa | Sommer 1914                      |
| On a Modern Lothario | Juli 1914–August                 |
| The End of the Jackson War | Okt. 1914?                       |
| To the Members of the Pin-Feathers on the Merits of Their Organisation, and of Their New Publication, The Pinfeather                                      | Nov. 1914                        |
| To the Rev. James Pyke | Nov. 1914                        |
| To an Accomplished Young Gentlewoman on Her Birthday, Decr. 2, 1914                                                                                       | 2. Dez. 1914?                    |
| Regner Lodbrog’s Epicedium | ca. Dez. 1914                    |
| The Power of Wine: A Satire | ca. 8. Dez. 1914                 |
| The Teuton’s Battle-Song | ca. 17. Dez. 1914                |
| New England | 18. Dezember 1914                |
| Gryphus in Asinum Mutatus | 1914?                            |
| To the Members of the United Amateur Press Association from the Providence Amateur Press Club                                                             | ca. 1. Januar 1915               |
| März | März 1915                        |
| 1914 | März 1915                        |
| The Simple Speller’s Tale | April 1915                       |
| [On Slang] | April 1915                       |
| An Elegy on Franklin Chase Clark, M.D. | 29. April 1915                   |
| The Bay-Stater’s Policy | Juni 1915                        |
| The Crime of Crimes | Juli 1915                        |
| Ye Ballade of Patrick von Flynn | ca. 23. August 1915              |
| The Isaacsonio-Mortoniad | ca. 14. September 1915           |
| On Receiving a Picture of Swans | ca. 14. September 1915           |
| Unda; or, The Bride of the Sea | ca. 30. September 1915           |
| [On “Unda; or, The Bride of the Sea”] | ca. 30. September 1915           |
| To Charlie of the Comics | ca. 30. September 1915           |
| Gems from In a Minor Key | Oktober 1915                     |
| The State of Poetry | Oktober 1915                     |
| The Magazine Poet | Oktober 1915                     |
| A Mississippi Autumn | Dezember 1915                    |
| On the Cowboys of the West | Dezember 1915                    |
| To Samuel Loveman, Esquire, on His Poetry and Drama, Writ in the Elizabethan Style                                                                        | Dezember 1915                    |
| An American to Mother England | Januar 1916                      |
| The Bookstall | Januar 1916                      |
| A Rural Summer Eve | Januar 1916                      |
| To the Late John H. Fowler, Esq. | März 1916                        |
| R. Kleiner, Laureatus, in Heliconem | April 1916                       |
| Temperance Song | Frühjahr 1916                    |
| Lines on Gen. Robert Edward Lee | ca. 18. Mai 1916                 |
| Content | Juni 1916                        |
| My Lost Love | ca. 10. Juni 1916                |
| The Beauties of Peace | 27. Juni 1916                    |
| The Smile | Juli 1916                        |
| Epitaph on ye Letterr Rrr........ | 29. August 1916                  |
| The Dead Bookworm | ca. 29. August 1916              |
| [On Phillips Gamwell] | 1. September 1916                |
| Inspiration | Oktober 1916                     |
| Respite | Oktober 1916                     |
| The Rose of England | Oktober 1916                     |
| The Unknown | Oktober 1916                     |
| Ad Balneum | ca. Oktober 1916                 |
| [On Kelso the Poet] | Oktober? 1916                    |
| Providence Amateur Press Club (Deceased) to the Athenaeum Club of Journalism                                                                              | 24. November 1916                |
| Brotherhood | Dezember 1916                    |
| Brumalia | Dezember 1916                    |
| The Poe-et’s Nightmare | 1916                             |
| Futurist Art | Januar 1917                      |
| On Receiving a Picture of the Marshes at Ipswich | Januar 1917                      |
| The Rutted Road | Januar 1917                      |
| An Elegy on Phillips Gamwell, Esq. | 5. Januar 1917                   |
| Lines on Graduation from the R.I. Hospital’s School of Nurses                                                                                             | ca. 13. Januar 1917              |
| Fact and Fancy | Februar 1917                     |
| The Nymph’s Reply to the Modern Business Man | Februar 1917                     |
| Pacifist War Song—1917 | März 1917                        |
| Percival Lowell | März 1917                        |
| To Mr. Lockhart, on His Poetry | März 1917                        |
| Britannia Victura | April 1917                       |
| Frühjahr | April 1917                       |
| A Garden | April 1917                       |
| Sonnet on Myself | April 1917                       |
| April | 24. April 1917                   |
| Iterum Conjunctae | Mai 1917                         |
| The Peace Advocate | Mai 1917                         |
| To Greece, 1917 | Mai? 1917                        |
| On Receiving a Picture of ye Towne of Templeton, in the Colonie of Massachusetts-Bay, with Mount Monadnock, in New-Hampshire, Shewn in the Distance       | Juni 1917                        |
| The Poet of Passion | Juni 1917                        |
| Earth and Sky | Juli 1917                        |
| Ode for Juli Fourth, 1917 | Juli 1917                        |
| On the Death of a Rhyming Critic | Juli 1917                        |
| Prologue to “Fragments from an Hour of Inspiration” by Jonathan E. Hoag                                                                                   | Juli 1917                        |
| To M. W. M. | Juli 1917                        |
| To the Incomparable Clorinda | Juli 1917                        |
| To Saccharissa, Fairest of Her Sex | Juli 1917                        |
| To Rhodoclia—Peerless among Maidens | Juli 1917                        |
| To Belinda, Favourite of the Graces | Juli 1917                        |
| To Heliodora—Sister of Cytheraea | Juli 1917                        |
| To Mistress Sophia Simple, Queen of the Cinema | August 1917                      |
| An American to the British Flag | November 1917                    |
| Autumn | November 1917                    |
| Nemesis | 1. November 1917                 |
| Astrophobos | ca. 25. November 1917            |
| Lines on the 25th. Anniversary of the Providence Evening News, 1892–1917                                                                                  | Dezember 1917                    |
| Sunset | Dezember 1917                    |
| Old Christmas | Ende 1917                        |
| To the Arcadian | Ende 1917                        |
| To the Nurses of the Red Cross | 1917                             |
| The Introduction | 1917?                            |
| A Summer Sunset and Evening | 1917?                            |
| A Winter Wish | 2. Januar 1918                   |
| Laeta; a Lament | Februar 1918                     |
| To Jonathan E. Hoag, Esq. | Februar 1918                     |
| The Volunteer | Februar 1918                     |
| Ad Britannos—1918 | April 1918                       |
| Ver Rusticum | 1. April 1918                    |
| To Mr. Kleiner, on Receiving from Him the Poetical Works of Addison, Gay, and Somerville                                                                  | 10. April 1918                   |
| A Pastoral Tragedy of Appleton, Wisconsin | ca. 27. Mai 1918                 |
| On a Battlefield in Picardy | 30. Mai 1918                     |
| Psychopompos: A Tale in Rhyme | Ende 1917–Sommer 1918            |
| A Juni Afternoon | Juni 1918                        |
| The Spirit of Summer | 27. Juni 1918                    |
| Grace | Juli 1918                        |
| The Link | Juli 1918                        |
| To Alan Seeger | Juli 1918                        |
| August | August 1918                      |
| Damon and Delia, a Pastoral | August 1918                      |
| Phaeton | August 1918                      |
| To Arthur Goodenough, Esq. | 20. August 1918                  |
| Hellas | September 1918                   |
| To Delia, Avoiding Damon | September 1918                   |
| Alfredo; a Tragedy | 14. September 1918               |
| The Eidolon | Oktober 1918                     |
| Monos: An Ode | Oktober 1918                     |
| Germania—1918 | November 1918                    |
| To Col. Linkaby Didd | 1. November 1918                 |
| Ambition | Dezember 1918                    |
| A Cycle of Verse | November–Dezember 1918           |
| To the Eighth of November | 13. Dezember 1918                |
| To the A.H.S.P.C., on Receipt of the Christmas Pippin | Dezember? 1918                   |
| The Conscript | 1918?                            |
| Greetings | Januar 1919                      |
| Theodore Roosevelt | Januar 1919                      |
| To Maj.-Gen. Omar Bundy, U.S.A. | Januar 1919                      |
| To Jonathan Hoag, Esq. | Februar 1919                     |
| Despair | ca. 19. Februar 1919             |
| In Memoriam: J. E. T. D. | März 1919                        |
| Revelation | März 1919                        |
| April Dawn | 10. April 1919                   |
| Amissa Minerva | Mai 1919                         |
| Damon: A Monody | Mai 1919                         |
| Hylas and Myrrha: A Tale | Mai 1919                         |
| North and South Britons | Mai 1919                         |
| To the A.H.S.P.C., on Receipt of the Mai Pippin | Mai? 1919                        |
| Helene Hoffman Cole: 1893–1919 | Juni 1919                        |
| John Oldham: A Defence | Juni 1919                        |
| [On Prohibition] | 30. Juni 1919                    |
| Myrrha and Strephon | Juli 1919                        |
| The House | ca. 16. Juli 1919                |
| Monody on the Late King Alcohol | August 1919                      |
| The Pensive Swain | Oktober 1919                     |
| The City | Oktober 1919                     |
| Oct. 17, 1919 | Oktober 1919                     |
| On Collaboration | 20. Oktober 1919                 |
| To Edward John Moreton Drax Plunkett, Eighteenth Baron Dunsany                                                                                            | November 1919                    |
| Wisdom | November 1919                    |
| Birthday Lines to Margfred Galbraham | November 1919                    |
| The Nightmare Lake | Dezember 1919                    |
| Bells | 11. Dezember 1919                |
| Januar | Januar 1920                      |
| To Phillis | Januar 1920                      |
| Tryout’s Lament for the Vanished Spider | Januar 1920                      |
| Ad Scribam | Februar 1920                     |
| On Reading Lord Dunsany’s Book of Wonder | März 1920                        |
| To a Dreamer | 25. April 1920                   |
| Cindy: Scrub-Lady in a State Street Skyscraper | Juni 1920                        |
| The Poet’s Rash Excuse | Juli 1920                        |
| With a Copy of Wilde’s Fairy Tales | Juli 1920                        |
| Ex-Poet’s Reply | Juli? 1920                       |
| To Two Epgephi | Juli? 1920                       |
| On Religion | August 1920                      |
| The Voice | August 1920                      |
| On a Grecian Colonnade in a Park | 20. August 1920                  |
| The Dream | September 1920                   |
| Oktober [1] | Oktober 1920                     |
| To S. S. L.—Oct. 17, 1920 | Oktober 1920                     |
| Christmas | November 1920                    |
| To Alfred Galpin, Esq. | November? 1920                   |
| Theobaldian Aestivation | 11. November 1920                |
| S. S. L.: Christmas 1920 | Dezember? 1920                   |
| On Receiving a Portraiture of Mrs. Berkeley, ye Poetess                                                                                                   | 25. Dezember 1920                |
| The Prophecy of Capys Secundus | 11. Januar 1921                  |
| To a Youth | Februar 1921                     |
| To Mr. Hoag | Februar 1921                     |
| The Pathetick History of Sir Wilful Wildrake | Frühjahr? 1921                   |
| On the Return of Maurice Winter Moe, Esq., to the Pedagogical Profession                                                                                  | Juni 1921                        |
| Medusa: A Portrait | 29. November 1921                |
| To Mr. Galpin | Dezember 1921                    |
| Sir Thomas Tryout | Dezember 1921                    |
| On a Poet’s Ninety-first Birthday | 10. Februar 1922                 |
| Simplicity: A Poem | ca. 18. Mai 1922                 |
| To Saml: Loveman, Gent. | Sommer? 1922                     |
| Plaster-All | August? 1922                     |
| To Zara | 31. August 1922                  |
| To Damon | November? 1922                   |
| Waste Paper | Ende 1922? early 1923?           |
| To Rheinhart Kleiner, Esq. | Januar 1923                      |
| Chloris and Damon | Januar 1923                      |
| To Mr. Hoag | Februar? 1923                    |
| To Endymion | April? 1923                      |
| The Feast | Mai 1923                         |
| [On Marblehead] | 10. Juli 1923                    |
| To Mr. Baldwin, on Receiving a Picture of Him in a Rural Bower                                                                                            | 29. September 1923               |
| Lines for Poets’ Night at the Scribblers’ Club | Oktober? 1923                    |
| [On a Scene in Rural Rhode Island] | 8. November 1923                 |
| Damon and Lycë | 13. Dezember 1923                |
| To Mr. Hoag | ca. 3. Februar 1924              |
| [On the Pyramids] | ca. Februar 1924                 |
| [Stanzas on Samarkand I–III] | Februar–März 1924                |
| Providence | 26. September 1924               |
| [On The Thing in the Woods by Harper Williams] | ca. 29. November 1924            |
| Solstice | 25. Dezember 1924                |
| To Samuel Loveman Esq. | ca. 14. Januar 1925              |
| To George Kirk, Esq. | 18. Januar 1925                  |
| My Favourite Character | 31. Januar 1925                  |
| [On the Double-R Coffee House] | 1. Februar 1925                  |
| To Mr. Hoag | ca. 10. Februar 1925             |
| The Cats | 15. Februar 1925                 |
| [On Rheinhart Kleiner Being Hit by an Automobile] | ca. 16. Februar 1925             |
| To Xanthippe, on Her Birthday—März 16, 1925 | März 1925                        |
| Primavera | April 1925                       |
| [To Frank Belknap Long on His Birthday] | April? 1925                      |
| A Year Off | 24. Juli 1925                    |
| To an Infant | 26. August 1925                  |
| [On a Politician] | ca. 24–27. Oktober 1925          |
| [On a Room for Rent] | ca. 24–27. Oktober 1925          |
| Oktober | 2 [30. Oktober 1925]             |
| To George Willard Kirk, Gent., of Chelsea-Village, in New-York, upon His Birthday, Novr. 25, 1925                                                         | 24. November 1925                |
| [On Old Grimes by Albert Gorton Greene] | Dezember 1925                    |
| Festival | Dezember 1925                    |
| To Jonathan Hoag | 10. Februar 1926                 |
| Hallowe’en in a Suburb | März 1926                        |
| In Memoriam: Oscar Incoul Verelst of Manhattan: 1920–1926                                                                                                 | ca. 28. Juni 1926                |
| The Return | Dezember 1926                    |
| Είς Σφίγγην | Dezember 1926                    |
| Hedone | 3. Januar 1927                   |
| To Miss Beryl Hoyt | Februar 1927                     |
| To Jonathan E. Hoag, Esq. | Februar? 1927                    |
| [On J. F. Roy Erford] | 18. Juni 1927                    |
| [On Ambrose Bierce] | ca. Juni 1927                    |
| [On Cheating the Post Office] | ca. 14. August 1927              |
| [On Newport, Rhode Island] | 17. September 1927               |
| The Absent Leader | 12. Oktober 1927                 |
| Ave atque Vale | 18. Oktober 1927                 |
| To a Sophisticated Young Gentleman | 15. Dezember 1928                |
| The Wood | Januar 1929                      |
| An Epistle to the Rt. Honble Maurice Winter Moe, Esq. | Juli 1929                        |
| [Stanzas on Samarkand IV] | 8. November 1929                 |
| Lines upon the Magnates of the Pulp | November 1929                    |
| The Outpost | 26. November 1929                |
| The Ancient Track | 26. November 1929                |
| The Messenger | 30. November 1929                |
| The East India Brick Row | 12. Dezember 1929                |
| Fungi from Yuggoth | 27. Dezember 1929–4. Januar 1930 |
| Veteropinguis Redivivus | Sommer 1930?                     |
| To a Young Poet in Dunedin | ca. 29. Mai 1931                 |
| On an Unspoil’d Rural Prospect | 30. August 1931                  |
| Bouts Rimés | 23. Mai 1934                     |
| [Anthem of the Kappa Alpha Tau] | ca. 7. August 1934               |
| Edith Miniter | 10. September 1934               |
| [Little Sam Perkins] | ca. 17. September 1934           |
| [Metrical Example] | 27. Februar 1935                 |
| Dead Passion’s Flame | Sommer 1935                      |
| Arcadia | Sommer 1935                      |
| Lullaby for the Dionne Quintuplets | Sommer 1935                      |
| The Odes of Horace: Book III, ix | 22. Januar 1936                  |
| In a Sequester’d Providence Churchyard Where Once Poe Walk’d                                                                                              | 8. August 1936                   |
| To Mr. Finlay, upon His Drawing for Mr. Bloch’s Tale, “The Faceless God”                                                                                  | ca. 30. November 1936            |
| To Clark Ashton Smith, Esq., upon His Phantastick Tales, Verses, Pictures, and Sculptures                                                                 | ca. 11. Dezember 1936            |

Weitere Ausgaben von Gedichten Lovecrafts:
- The Crime of Crimes. A. Harris, Llandudno, Wales [1915].
- HPL. Corwin F. Stickney, Bellville, NJ 1937.
- Beyond the Wall of Sleep. Hrsg. von August Derleth. Arkham House, Sauk City, WI 1943.
- Fungi from Yuggoth. FAPA [Fantasy Amateur Press Association] (Bill Evans), 1943.
- Collected Poems. Hrsg. von August Derleth. Arkham House, Sauk City, WI 1963.
- A Winter Wish. Hrsg. von Tom Collins. Whispers Press, Chapel Hill, NC 1977.
- Saturnalia and Other Poems. Hrsg. von S. T. Joshi. Crypt of Cthulhu #21 Eastertide 1984. Cryptic Publications, Bloomfield, NJ 1984.
- Medusa and Other Poems. Hrsg. von S. T. Joshi. Crypt of Cthulhu #44 Yuletide 1986. Cryptic Publications, Mount Olive, NC 1986.
- The Fantastic Poetry. Hrsg. von S. T. Joshi. Necronomicon Press, West Warwick, RI 1990.
- The Ancient Track: Complete Poetical Works. Hrsg. von S. T. Joshi. Night Shade Books, San Francisco 2001. Neuausgabe: Hippocampus Press, New York 2013, ISBN 1-61498-070-5.

Deutsche Übersetzung:
- Saat von den Sternen = Fungi from Yuggoth. Nachdichtungen von Michael Siefener. Ed. Phantasia, Bellheim 1999, ISBN 3-924959-55-2.

## Undatierte Gedichte
- The Decline and Fall of a Man of the World
- [Epigrams]
- Gaudeamus
- The Greatest Law
- Life’s Mystery
- On Mr. L. Phillips Howard’s Profound Poem Entitled “Life’s Mystery”
- Nathicana
- On an Accomplished Young Linguist
- “The Poetical Punch” Pushed from His Pedestal
- The Road to Ruin
- Saturnalia
- Sonnet Study
- Sors Poetae
- To Saml Loveman Esq.
- To “The Scribblers”
- Verses Designed to Be Sent by a Friend of the Author to His Brother-in-Law on New Year’s Day

Geburtstagsgedichte
- To Eugene B. Kuntz et al.
- To Laurie A. Sawyer
- To Sonia H. Greene
- To Rheinhart Kleiner
- To Felis (Frank Belknap Long’s Katze)
- To Annie E. P. Gamwell
- To Felis (Frank Belknap Long’s Katze)

## Fungi from Yuggoth
- The Book
- Pursuit
- The Key
- Recognition
- Homecoming
- The Lamp
- Zaman’s Hill
- The Port
- The Courtyard
- The Pigeon-Flyers
- The Well
- The Howler
- Hesperia
- Star-Winds
- Antarktos
- The Window
- A Memory
- The Gardens of Yin
- The Bells
- Night-Gaunts
- Nyarlathotep
- Azathoth
- Mirage
- The Canal
- St. Toad’s
- The Familiars
- The Elder Pharos
- Expectancy
- Nostalgia
- Background
- The Dweller
- Alienation
- Harbour Whistles
- Recapture [November 1929]
- Evening Star
- Continuity